# Virata di Immelmann

Animazione che spiega come si esegue una virata di Immelmann

Schema della virata di Immelmann:
1. volo livellato
2. mezzo looping
3. rotazione di 180° (mezzo tonneau) per riportare il velivolo nuovamente in volo livellato.

La virata di Immelmann è una manovra acrobatica che consente di invertire repentinamente la rotta del velivolo. La manovra prende il nome dall'asso tedesco Max Immelmann, il primo a effettuarla.
È composta da mezzo looping seguito da mezzo tonneau.
Al termine di un Immelmann perfetto il velivolo procederà esattamente nella direzione opposta a quella di partenza, a una quota più alta.
Il mezzo tonneau serve per riportare il velivolo in assetto corretto, dopo che a causa del mezzo looping si ritrova in volo rovesciato.
La manovra è nata nella prima guerra mondiale per poter sparare due volte all'aereo nemico.